# Can Pere Antoni
Can Pere Antoni es un barri del districte de Platja de Palma de la ciutat de Palma. Segons la delimitació oficial de l'ajuntament, limita al nord amb el barris de Nou Llevant, a l'est amb el Molinar i a l'oest, amb el barri de Foners. Està delimitat per l'Autopista de Llevant, el Passeig del Portitxol. La platja homònima, comprèn el litoral d'aquest barri i part del de Foners i n'és la més propera al centre de Palma.
El 2018 tenia 208 habitants.